# Rua Tkalčićeva
Rua Tkalčićeva (em croata: Tkalčićeva ulica , formalmente: Rua Ivan Tkalčić, Ulica Ivana Tkalčića) é uma rua no centro da cidade de Zagreb, Croácia . Estendendo-se desde a vizinhança da praça central Ban Jelačić até sua extremidade norte na Rua Pequena (em croata: Mala ulica), a rua flui entre o Gornji Grad no oeste e o Nova Ves no leste. A rua fica administrativamente dentro do distrito urbano de Gornji Grad–Medveščak, constituindo a antiga comuna "August Cesarec" (extinta em 1994).

## História
Séculos antes do surgimento da rua atual, o percurso da Rua Tkalčićeva era coberto pelo riacho Medveščak . Medveščak (naquela época também chamada de Crikvenik ou Cirkvenik) foi o centro da indústria de Zagreb desde os primeiros dias da cidade, gerando vários moinhos de água. Os moinhos de água causaram o desenvolvimento da indústria de Zagreb, levando por sua vez à construção das primeiras fábricas de tecidos, sabão, papel e bebidas alcoólicas e, mais tarde, da indústria de peles de animais . Os moinhos de água eram frequentemente alvo de disputas entre as cidades gêmeas, Kaptol e Gradec. Um tratado de paz de 1392 proibiu a construção de novos moinhos de água ao longo da fronteira compartilhada da cidade, entre o atual extremo sul da Rua Medvedgradska e a Praça Ban Jelačić, deixando apenas dois moinhos dentro da cidade. Ambos os moinhos eram propriedade de um mosteiro cisterciense . No entanto, ambos foram arrasados durante a cobertura do riacho em 1898.

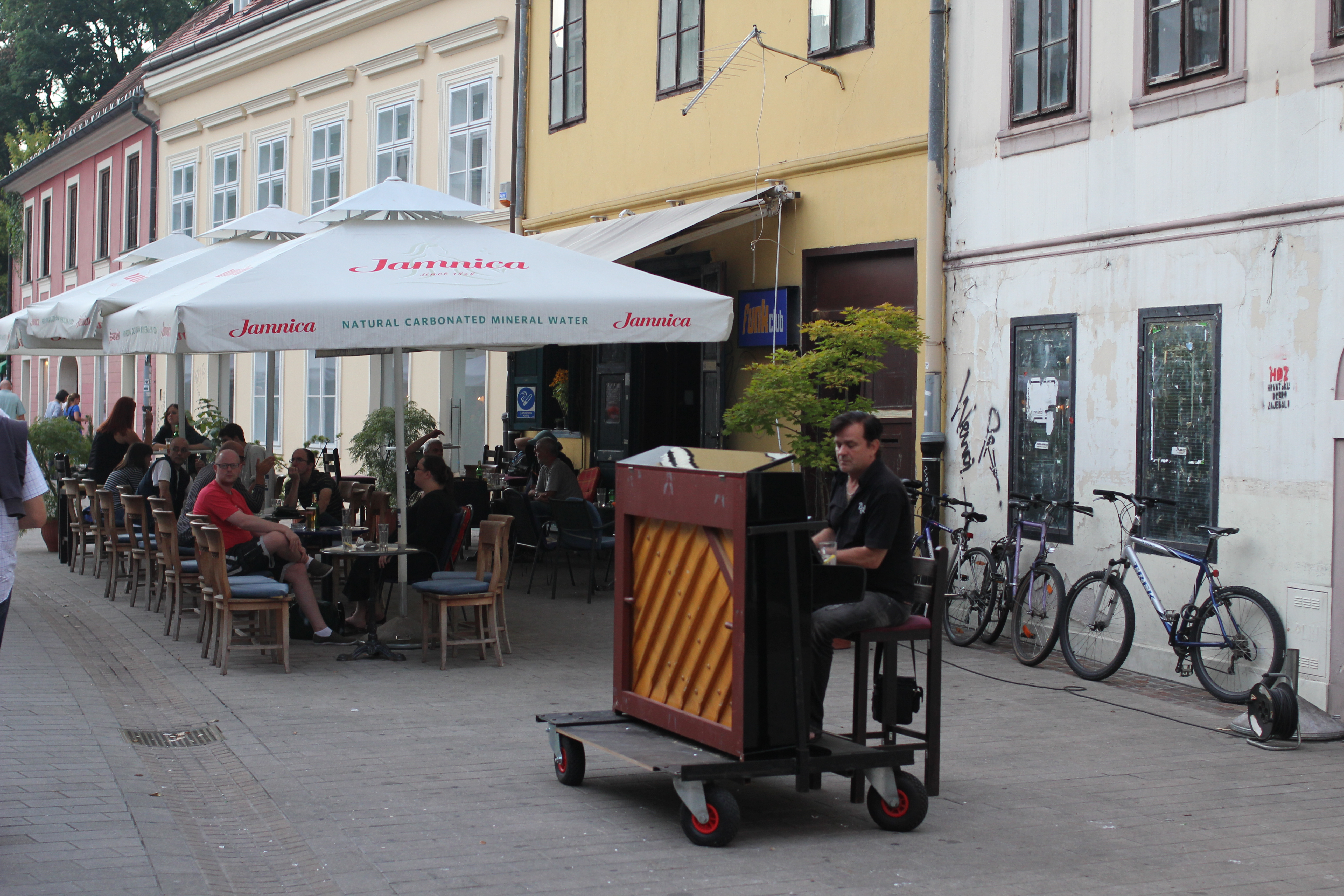
Pianista de rua na rua Tkalčićeva

Embora ambos os lados do riacho tenham sido habitados antes, a cobertura de 1898 deixou uma rua em grande escala, que foi apropriadamente chamada de Ulica Potok (lit.  "Creek street"  ). A maioria das casas datava do século XVIII ou XIX e a rua era pavimentada com cascalho do Rio Sava escavado em Trnje . Em meados do século XX, foi modernizada e pavimentada com asfalto. A indústria baseada em riachos foi rapidamente transformada em pequenos negócios e lojas e a indústria de peles parou de funcionar em 1938.[carece de fontes?]
De acordo com vários registros, a transformação do vale do riacho Medveščak foi orquestrada em 1900 por Milan Lenucci, um arquiteto. Em 1908, Viktor Kovačić exibiu algumas de suas ideias sobre Ulica Potok em seus estudos de Gornji Grad, Kaptol e outros bairros da cidade. Em 1913, o nome de Ulica Potok foi alterado para Rua Tkalčićeva em homenagem ao historiador de Zagreb do século XIX, Ivan Tkalčić, que era da vizinha Nova Ves .

## Distrito da luz vermelha
Na virada do século XX, a prostituição era legal. Em Zagreb, foi anunciado como uma atração turística e contribuiu para a economia da cidade. A rua Tkalčićeva era o principal centro de bordéis. Numa determinada altura, todos os outros edifícios eram bordéis. Para abrir um bordel, o proprietário tinha que se registrar na prefeitura e receber uma licença. A licença exigia que o bordel fosse bem administrado e oferecesse um serviço de qualidade. As mulheres que trabalhavam nos bordéis tinham que fazer exames médicos duas vezes por semana. Os bordéis não tinham permissão para anunciar sua presença, mas era permitido colocar uma lanterna discreta e de cor incomum do lado de fora.

## Galeria

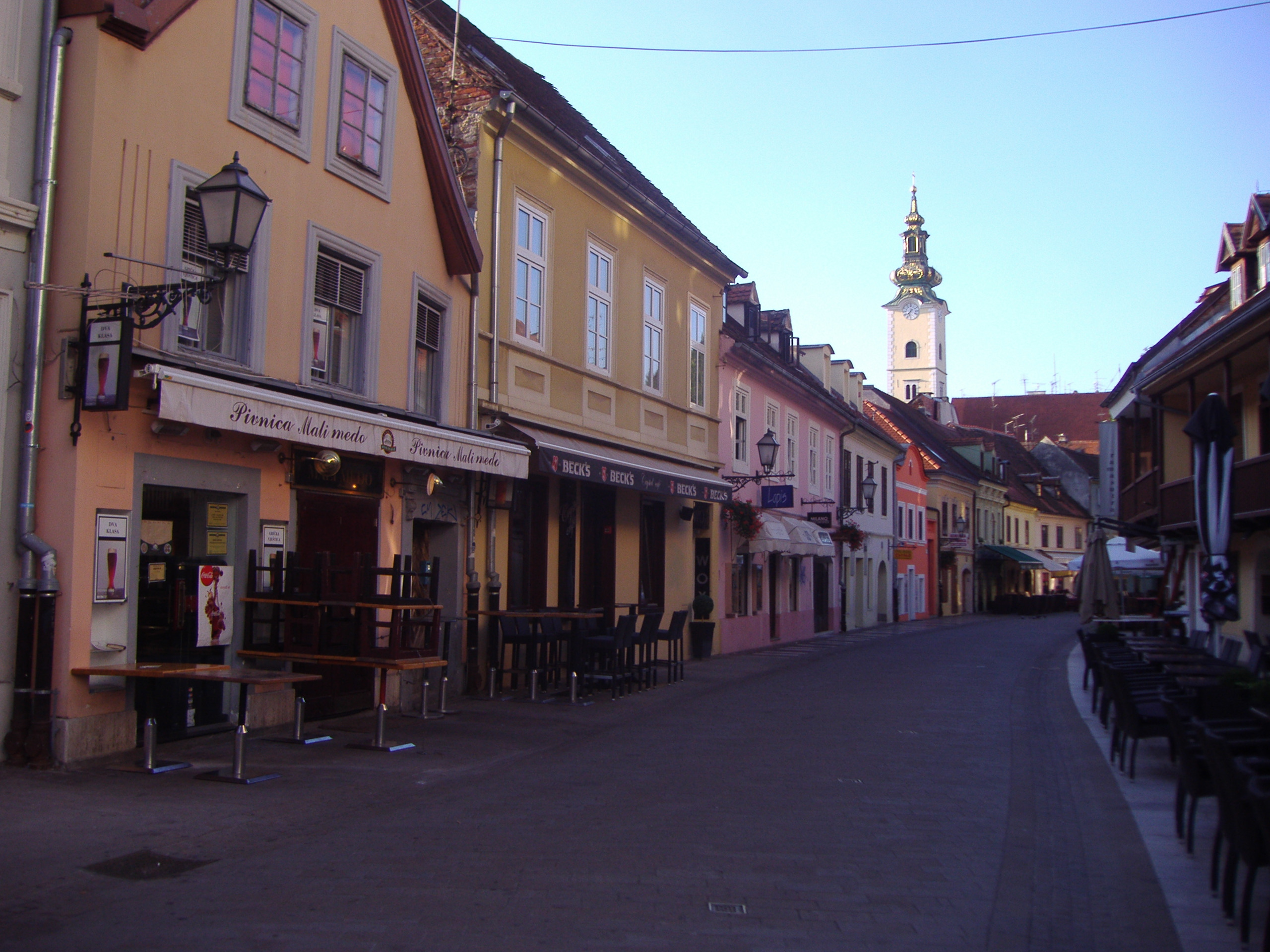
Vista sul da rua
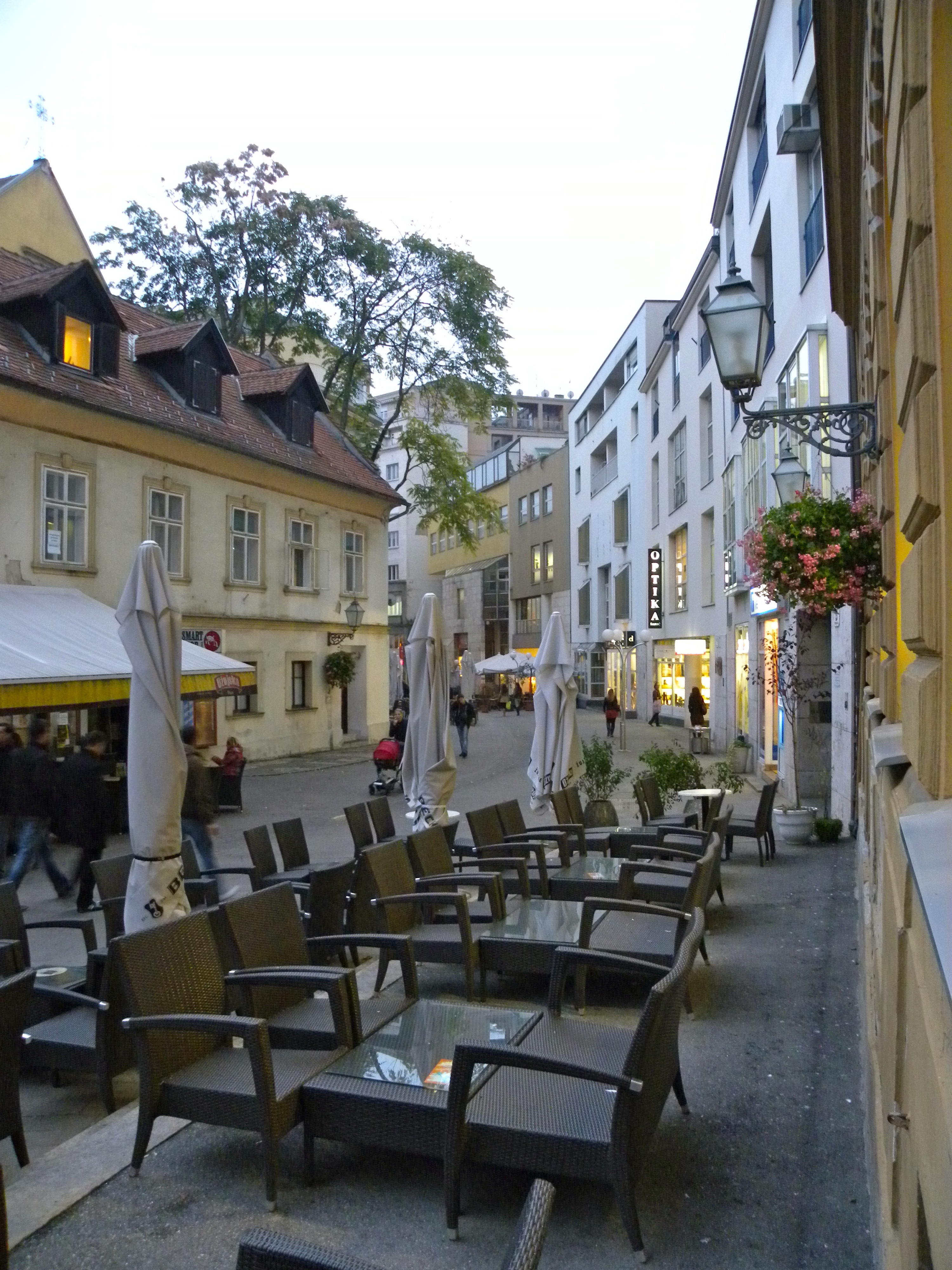
Cafés no início da rua Tkalčićeva
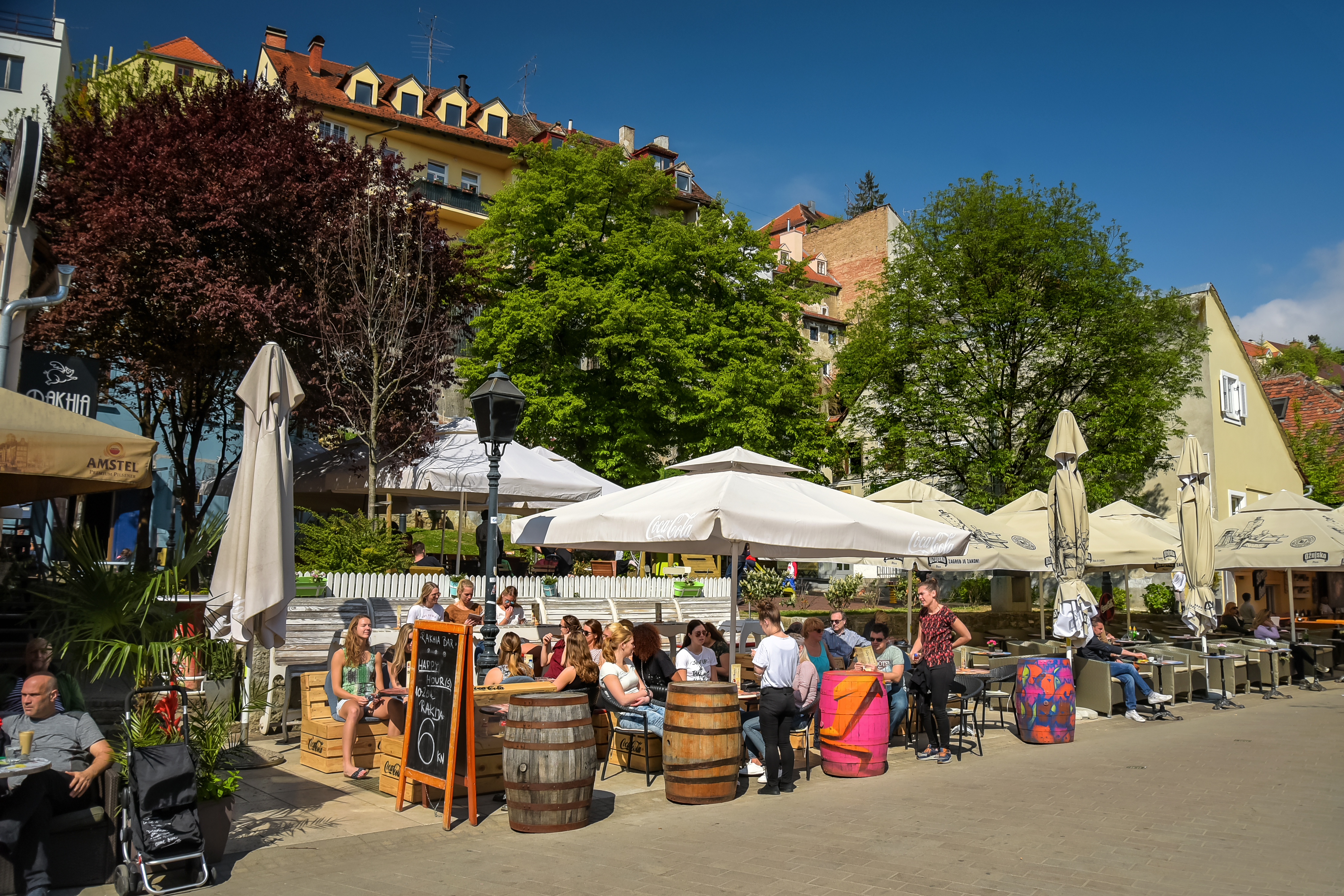
Restaurantes
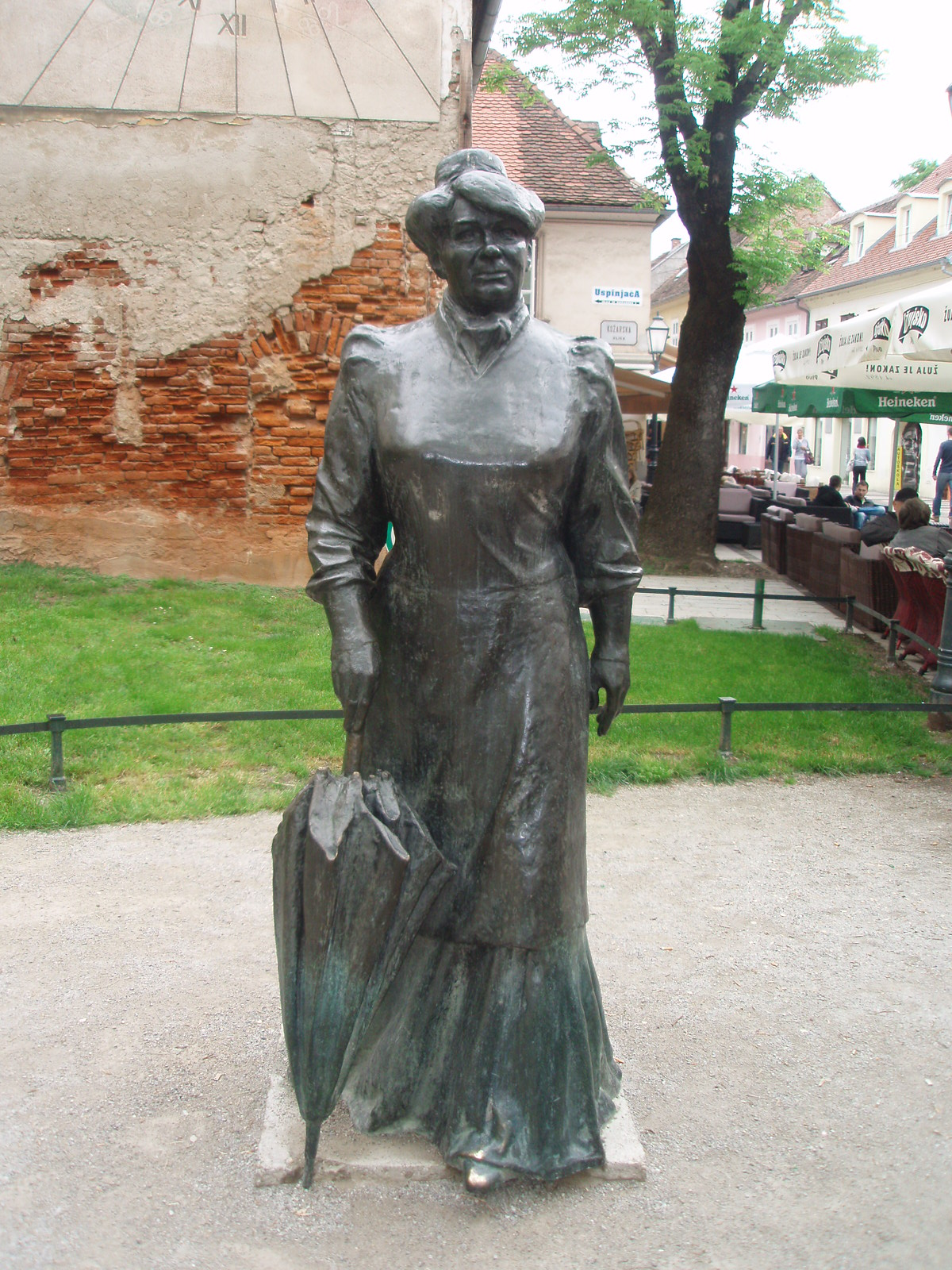
Estátua da escritora croata Marija Jurić Zagorka
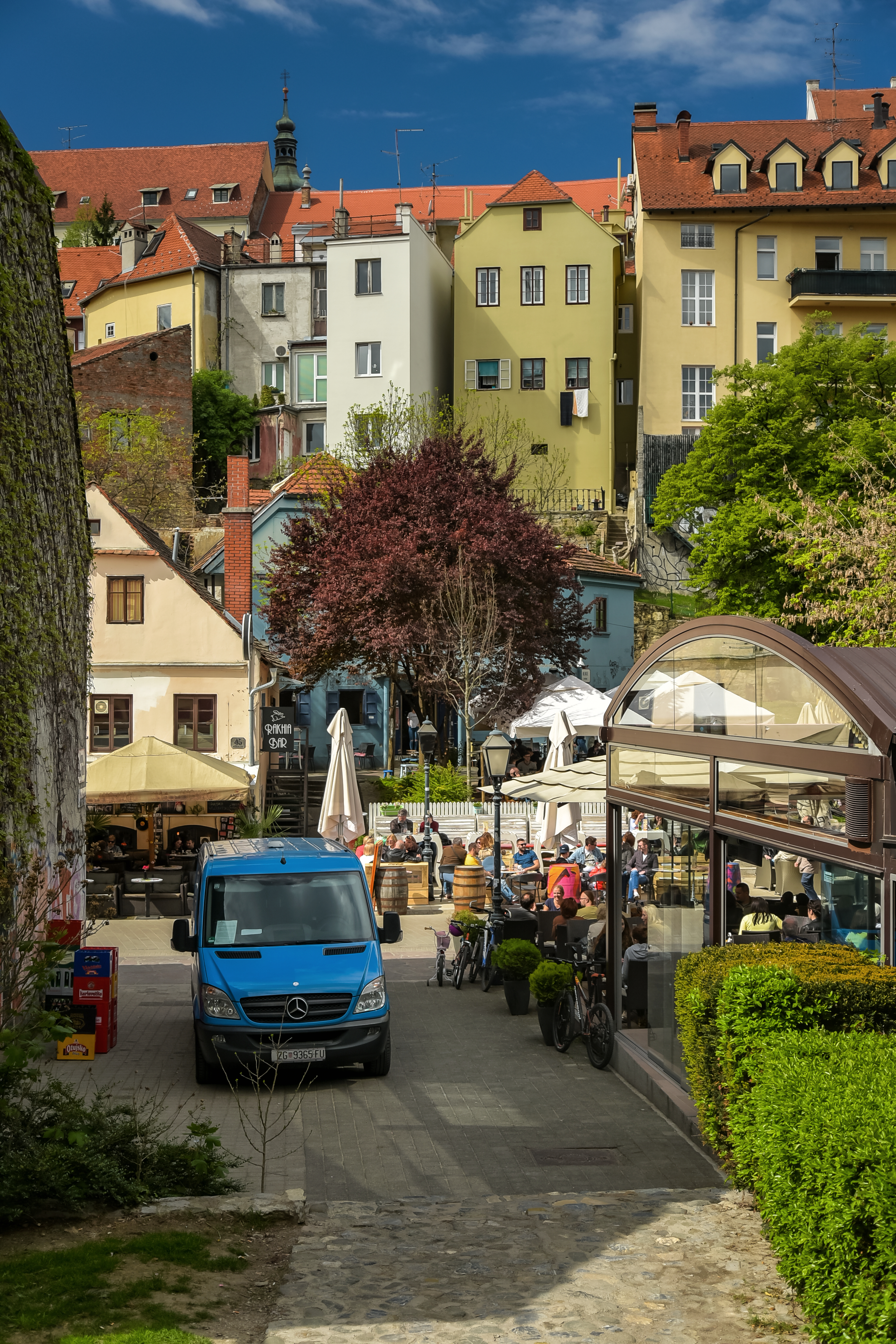
Fachadas de edifícios ao longo da rua
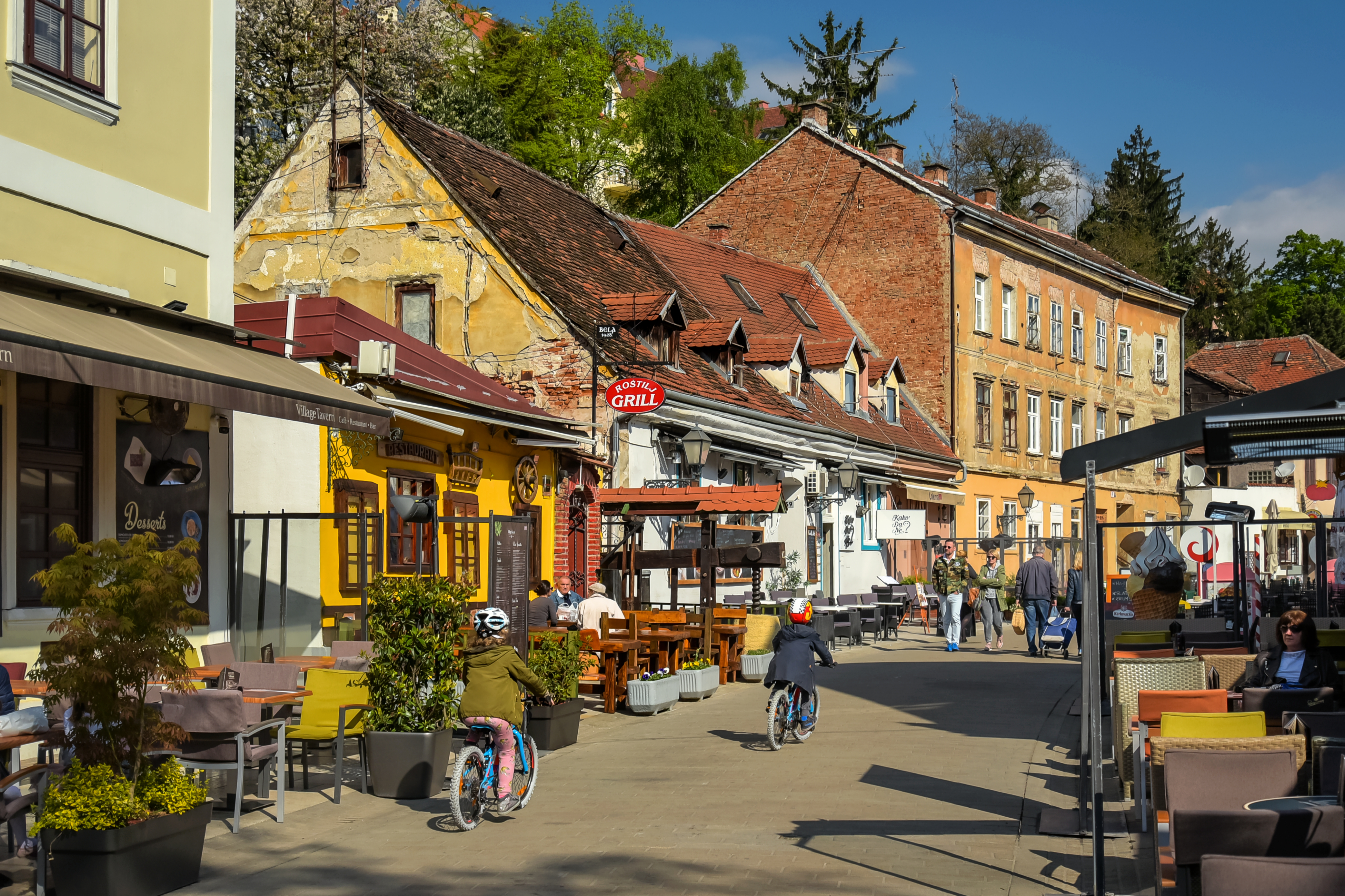
Restaurantes e bares